# صومعه کی

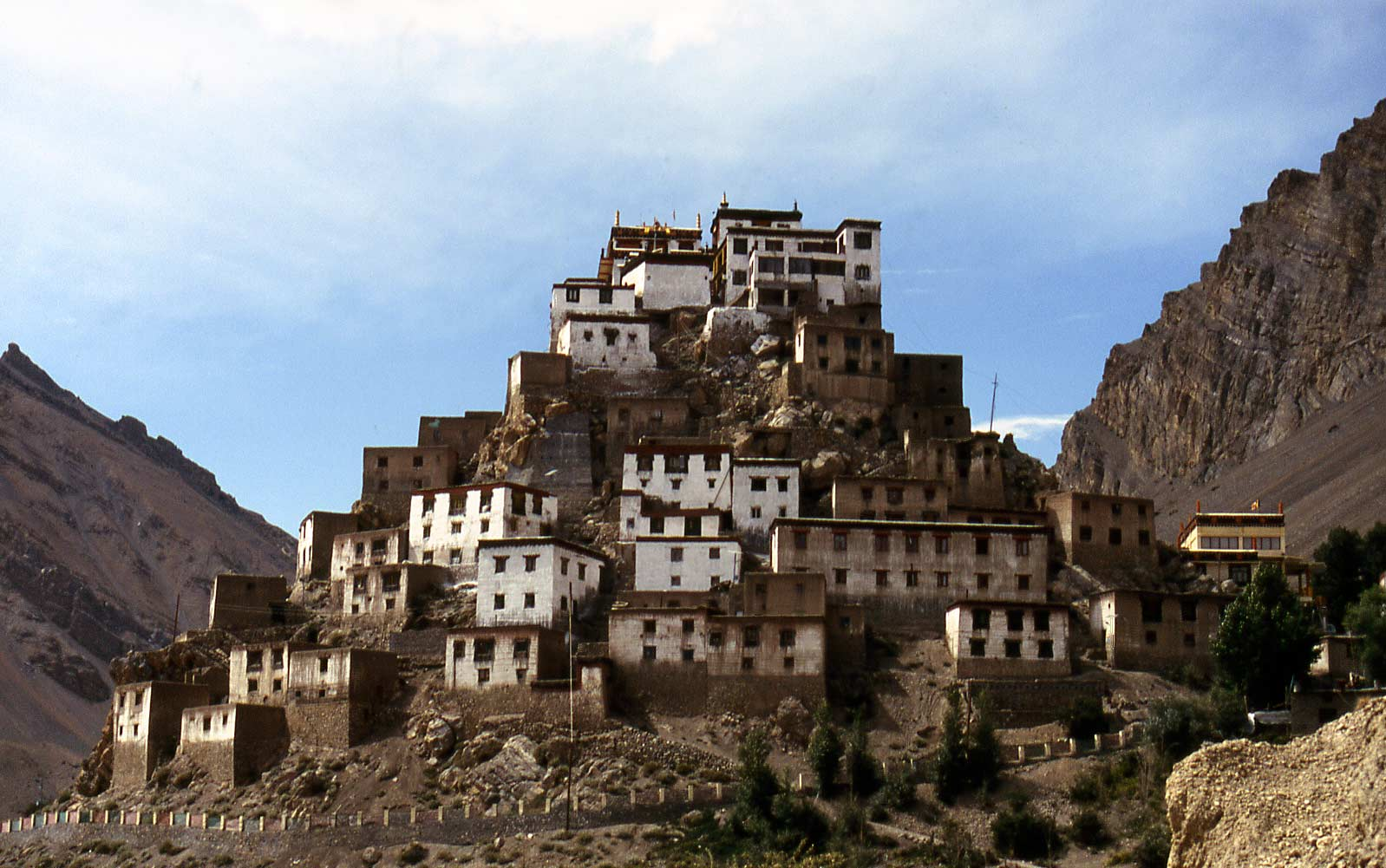
صومعه کی.

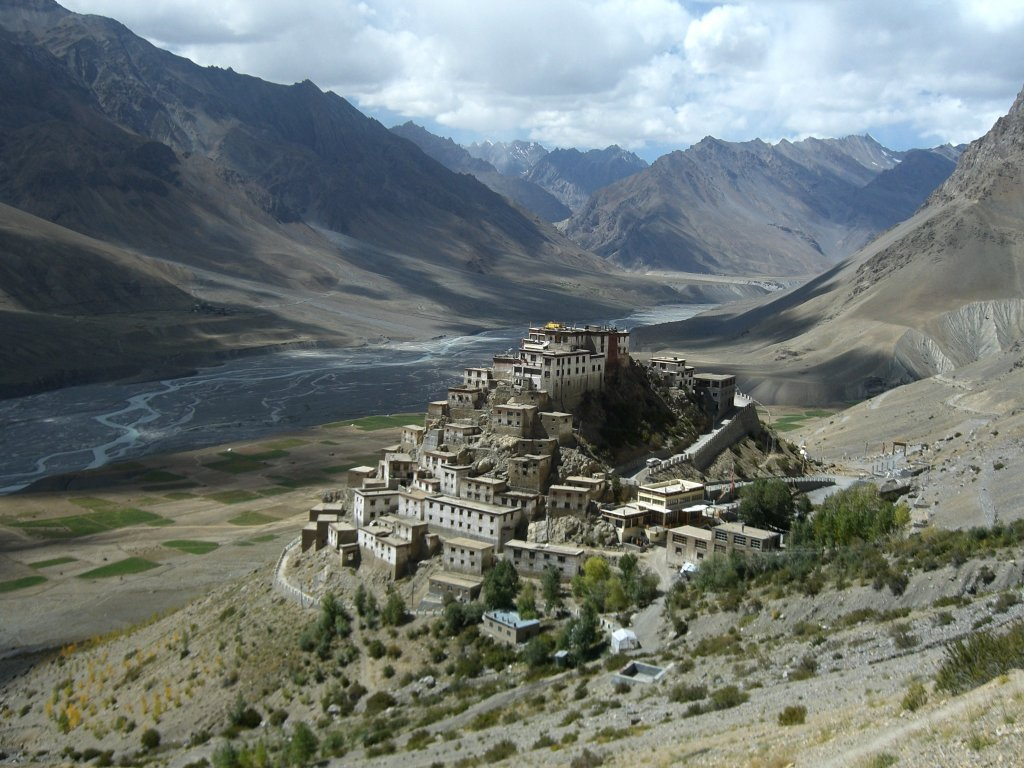
صومعه کی و رودخانه اسپیتی.

صومعه کی یا کی گومپا (به انگلیسی: Kye Gompa)، یک صومعه بودایی تبتی است که بر فراز تپه‌ای در نزدیکی رودخانه اسپیتی در دره اسپیتی ایالت هیماچال پرادش هند واقع شده‌است.
این صومعه بزرگ‌ترین صومعه این دره و کانون پرورش لاماها است.
معماری این صومعه در سبک دژصومعه (پاسادا) ساخته شده تا نقش دفاعی نیز داشته‌باشد
مغول‌ها در سدهٔ ۱۷ میلادی به این صومعه حمله کردند و ویرانی به‌بار آوردند. پس از آن در سده ۱۹ نیز این صومعه سه بار مورد حمله قرار گرفت.
صومعه کی دارای دیوارنگارهها و کتاب‌های زیبا و باارزشی است و پیکره‌هایی از بودا در حالت دیانه را در خود جای داده‌است.

## نگارخانه

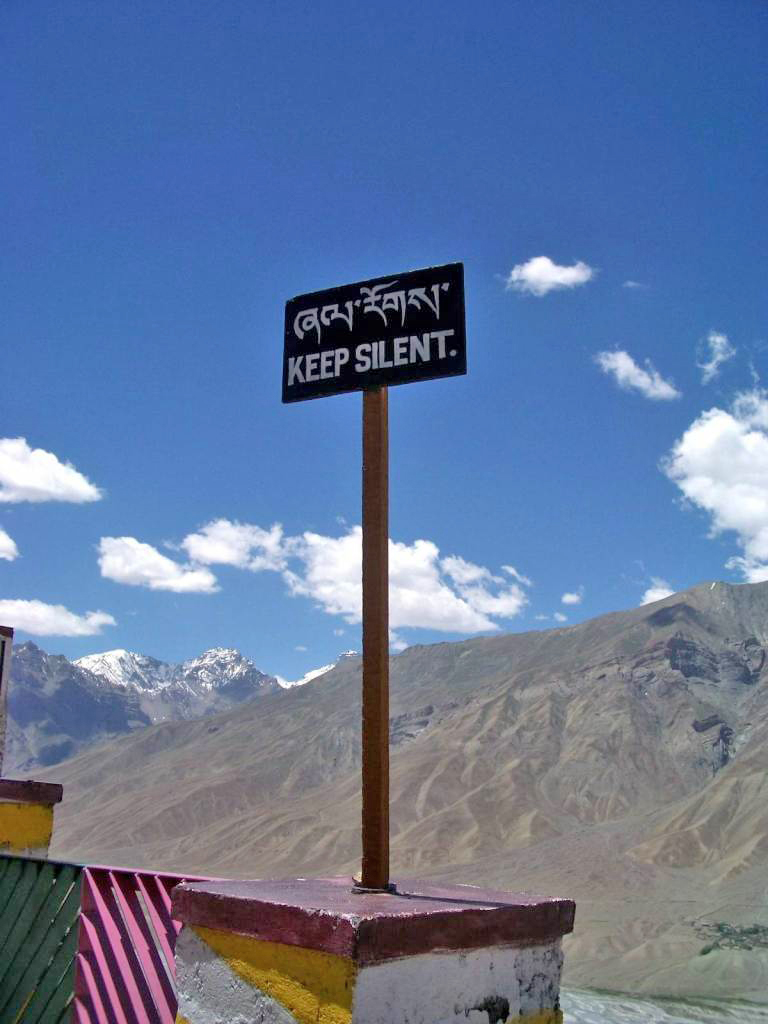
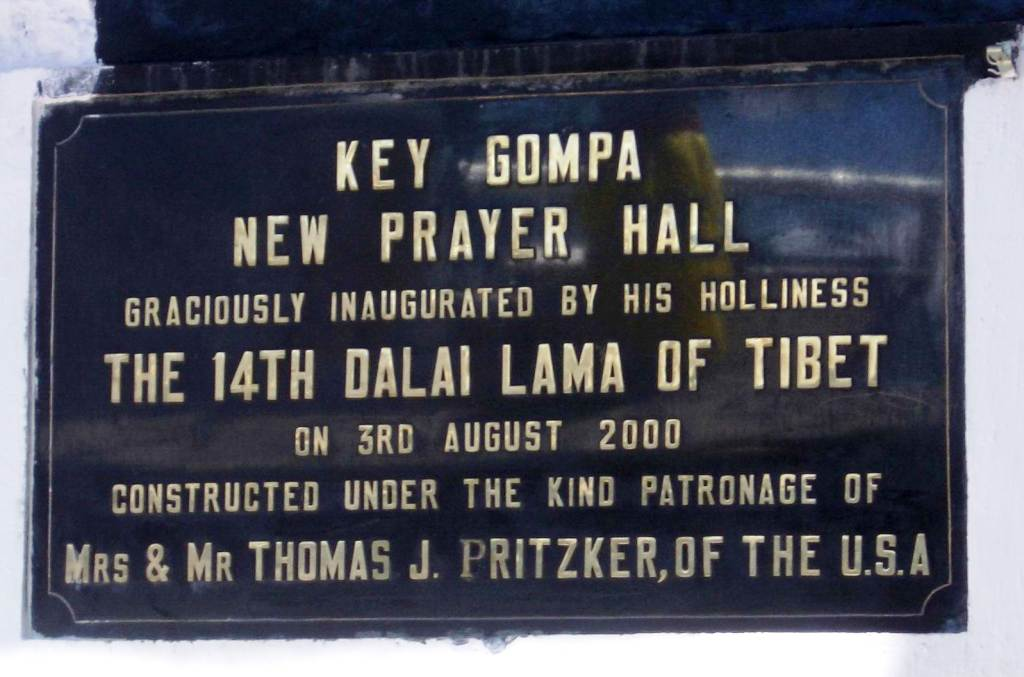
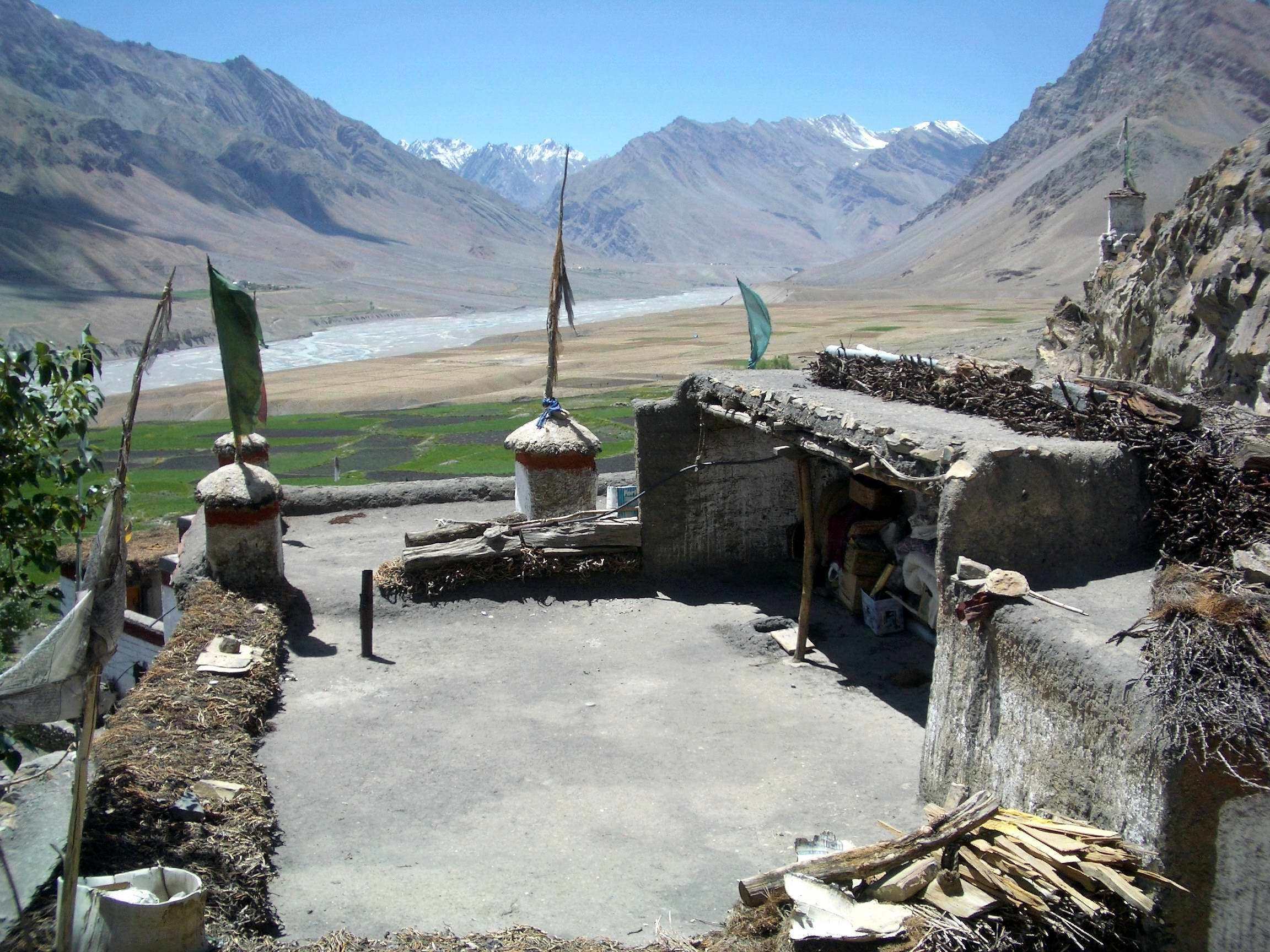